# Municipio de Ferry (Dakota del Norte)
El municipio de Ferry (en inglés: Ferry Township) es un municipio ubicado en el condado de Grand Forks en el estado estadounidense de Dakota del Norte. En el año 2010 tenía una población de 359 habitantes y una densidad poblacional de 3 personas por km².

## Geografía
El municipio de Ferry se encuentra ubicado en las coordenadas 48°3′33″N 97°10′37″O / 48.05917, -97.17694. Según la Oficina del Censo de los Estados Unidos, el municipio tiene una superficie total de 119.6 km², de la cual 119,1 km² corresponden a tierra firme y (0,41 %) 0,49 km² es agua.

## Demografía
Según el censo de 2010, había 359 personas residiendo en el municipio de Ferry. La densidad de población era de 3 hab./km². De los 359 habitantes, el municipio de Ferry estaba compuesto por el 96,1 % blancos, el 0,84 % eran afroamericanos, el 0,28 % eran amerindios, el 0,28 % eran asiáticos y el 2,51 % eran de una mezcla de razas. Del total de la población el 0,28 % eran hispanos o latinos de cualquier raza.